# Joseph-Alfred Foulon
Joseph-Alfred Foulon, né le 29 avril 1823 à Paris et décédé le 23 janvier 1893 à Lyon, prêtre français, est évêque de Nancy, archevêque de Besançon puis de Lyon, et cardinal.

## Repères biographiques
Après des études au séminaire Saint-Sulpice de Paris, il fut ordonné prêtre le 18 décembre 1847. Professeur d'Humanités et de Rhétorique du petit séminaire de Notre-Dame des Champs, il en devint le supérieur de 1861 à 1867.
Nommé évêque de Nancy-Toul le 27 mars 1867, il fut sacré en l'église St-Eustache de Paris le 1er mai suivant par le cardinal Charles Martial Lavigerie, Jean-François Landriot, archevêque de Reims, et Charles-Philippe Place, évêque de Marseille. Il fit don d'un vitrail du Sacré-Cœur de Jésus à la basilique Notre-Dame de Sion.
Le 30 mars 1882, il fut promu archevêque de Besançon avant de devenir archevêque de Lyon, le 26 mai 1887.
Léon XIII le créa cardinal avec le titre de Cardinal-prêtre de Saint-Eusèbe lors du consistoire du 24 mai 1889.

## Succession apostolique
Joseph-Alfred Foulon a ordonné les évêques suivants :
- Archevêque Pierre-Paul Servonnet (1889)
- Évêque Jean-Baptiste Chausse, S.M.A. (1891)

## Distinctions
- Chevalier de la Légion d'honneur (11 aout 1869)[3]
- Commandeur de l'Ordre impérial de Léopold

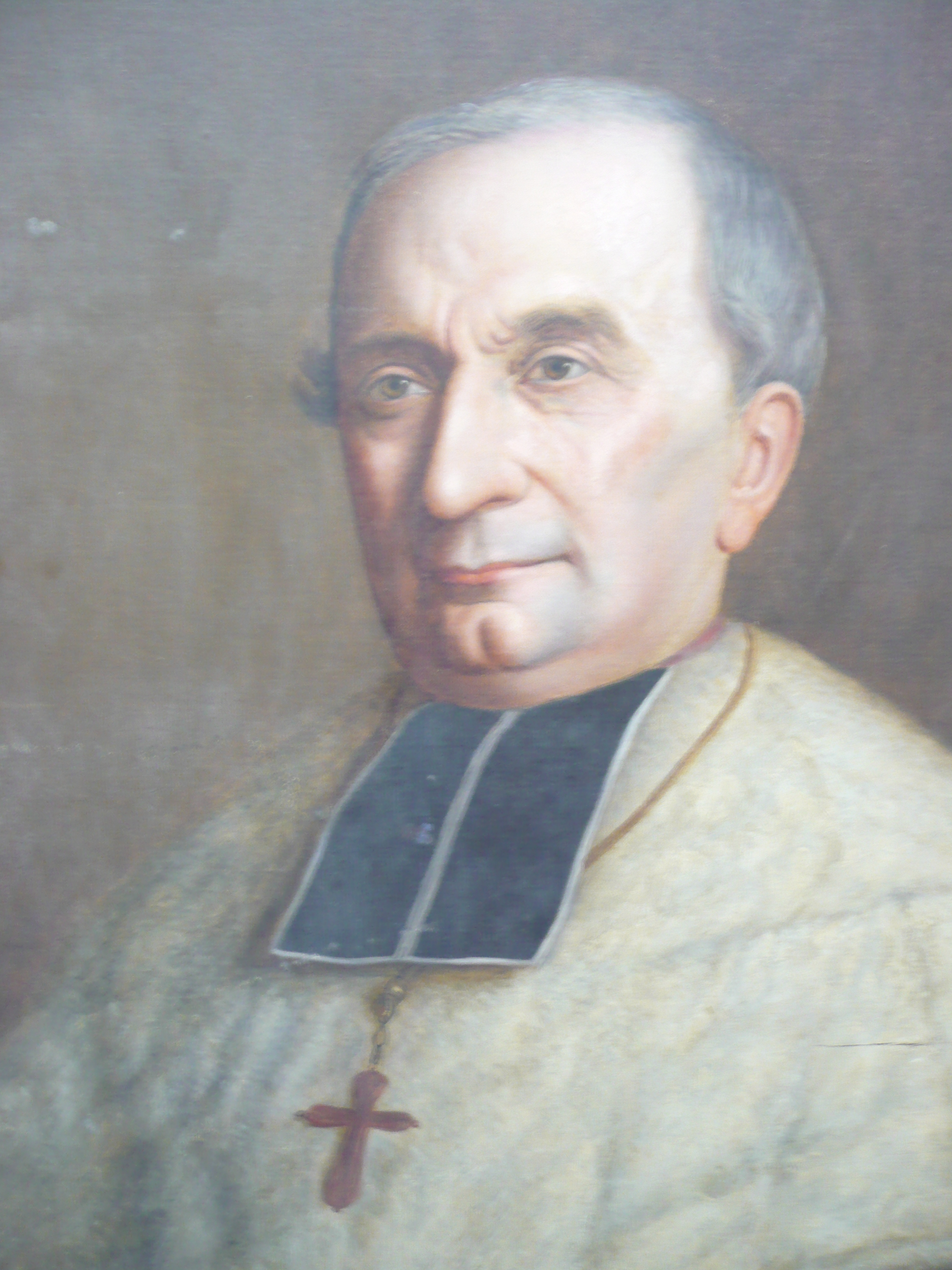
Portrait de Joseph-Alfred Foulon lorsqu'il était archevêque de Besançon

## Armes
D’azur, à la croix d’or pattée et alésée.

### Sources
- René Surugue, Les archevêques de Besançon. Biographies et portraits, Besançon, 1931 ; Maurice Rey (sous la direction de), Histoire des diocèses de Besançon et de Saint-Claude, Paris, Beauchesne, 1977.